# 牙狼〈GARO〉～魔戒閃騎～
《牙狼＜GARO＞～魔戒閃騎～》（原題：牙狼＜GARO＞～MAKAISENKI～），是日本特摄剧集《牙狼〈GARO〉》的续篇作品。於2011年10月6日至2012年3月22日期間在東京電視台聯播網的深夜時段播出，全24集，另有一集精華篇。

## 概要
由雨宮慶太擔任原作、導演的《牙狼〈GARO〉》系列作品，是自特別篇《白夜的魔獸》之後五年來首度於電視播出。總製作費約10億日圓。而本片是在實際拍攝完成（除後製工程外）之後才開始播出的。
在本片製作記者發表會中，即已先聲明登場人物包括主角與搭檔戒指等第1期登場的人物，並涵括特別篇與電影版出現的角色都會在本作中出場。
在電視播出之前，先於2011年9月24日於池袋等全日本五家戲院上映。2011年9月24日起為第1～3集、10月8日起為第4～6集、10月22日起為第7～9集、11月5日起則為第10～12集。
另外，原題中的「MAKAISENKI」漢字應作「魔戒閃騎」。

## 登場人物
- 冴島鋼牙（小西大樹飾、童年︰澤畠流星飾）

本作主人翁，黄金騎士「牙狼」。在本作中由於殲滅七隻使徒火羅的功績，成為元老院直屬的魔戒騎士。身經百戰，在魔戒騎士之中已經形同無人能敵的地位。但在第1集與火羅希加雷因之戰中，被西格瑪（紅假面男）打上了破滅刻印，因此每使用一次鎧甲，便會縮短自身的性命，肉體也會因此受損。幼時曾與西格瑪一起受教於四十萬渡，當時代號為「白」，在接受幻影考驗時，由於無法斬殺入魔的同袍幻影，而使同袍們做下了一不成文的約定，那就是「斬殺入魔的夥伴」，而鋼牙要斬殺的對象即是西格瑪（代號「紫」）。
- 御月薰（肘井美佳飾）

鋼牙的戀人，繪本畫家。第17集中得知鋼牙身上的刻印之事，但卻決定不在鋼牙面前掉淚。第22集中，成為救出鋼牙的關鍵人物。
以鋼牙的經歷，繪製出繪本《白色靈獸與假面森林》。
- 倉橋權左（螢雪次朗飾）

冴島家的管家。
- 道雷歐（中村織央飾）

元老院直屬的魔戒法師，奉葛蕾絲之命與鋼牙共同行動。發明了魔戒獸「號龍」，被譽為阿門法師再世的奇才。但他雖為魔戒法師，卻擁有魔戒騎士的能力，可變身為閃光騎士「狼怒」。
- 涼邑零（藤田玲飾）

東方番犬所的魔戒騎士，銀牙骑士「絕狼」。也被紅假面男打上了破滅刻印。
- 道西格瑪（紅假面男）（中村織央分飾）

雷欧的双胞胎哥哥，本作的主要反派。
由於未被父親指定繼承「狼怒」，因而提倡廢除魔戒騎士的魔戒法師，藉由「戲阿音」獲得「火羅」的力量，能複製騎士的鎧甲，並曾穿上「黑暗呀狼」的鎧甲與鋼牙對抗。
幼時即對「牙狼」的稱號感到十分厭惡，極力地想打倒冴島一族，以證明自己的地位。曾與鋼牙一起受教於四十萬渡，也因此對四十萬渡下的是墮入黑暗的「冥王刻印」，而非招致毀滅「破滅刻印」。受訓代號是「紫」，因為鋼牙的因素所以與其他同袍約定將來要是有夥伴入魔時，要有一人負責斬殺這位入魔的夥伴，而鋼牙恰好就是負責斬殺入魔西格瑪的人。
由於對「牙狼」稱號的厭惡，加上幼時曾誤認敵對成員（代號：黑）為鋼牙，因此對鋼牙抱有相當大敵意，直到被鋼牙斬殺時看到四十萬渡送給他們的護身符，才恍然大悟並自願受鋼牙一劍而死，死前將魔戒筆扔給胞弟雷歐。
- 山刀翼（山本匠馬飾）

隸屬閑岱的魔戒騎士，白夜騎士「打無」。
- 邪美（佐藤康惠飾）

魔戒法師。
- 烈花（松山メアリ飾）

曾於電影《牙狼〈GARO〉 -RED REQUIEM-》中登場的魔戒法師。
- 希古特（倉貫匡弘飾）

曾於電影《牙狼〈GARO〉 -RED REQUIEM-》中登場的魔戒法師。
- 元老院神官・葛蕾絲（菱美百合子飾）
- 琪琪（江口ヒロミ飾）

原本是人類，被西格瑪擄走改造成使魔。
- 四十萬渡（松田賢二飾）

雷鳴騎士「破狼」（バロン）。元老院騎士，曾經是魔戒騎士訓練所教官，指導過鋼牙和西格瑪，並告誡他們「要永不放棄陷入危難的夥伴」，後來還贈送他們象徵同伴的護身符。由於四十萬渡是唯一沒被下「破滅刻印」的騎士（他所中的是墮入黑暗的「冥王刻印」），因此後來被元老院指派調查倒戈的魔戒騎士。

## 演員表
- 冴島鋼牙︰小西遼生、澤畠流星（童年）
- 御月薰︰肘井美佳
- 倉橋權左︰螢雪次朗
- 道雷歐、道西格瑪（紅假面男）︰中村織央
- 涼邑零︰藤田玲
- 山刀翼︰山本匠馬
- 邪美︰佐藤康惠
- 烈花︰松山メアリ
- 希古特︰倉貫匡弘
- 元老院神官・葛蕾絲︰菱美百合子
- 琪琪︰江口ヒロミ
- 四十萬渡︰松田賢二

### 配音
- 魔導輪薩魯巴：影山浩宣
- 魔導具希露瓦：折笠愛
- 魔導具戈路巴：緒方賢一
- 火羅：西凛太朗
- 英靈・牙狼：西凜太朗（＃11）
- 時空火羅・薩基：天野博之（＃11）
- 魔導具烏魯巴：折笠愛（＃14）
- 卡加利：大友龍三郎
- 魔導輪艾路巴：折笠愛

### 動作替身
- 黄金騎士・牙狼：伊藤慎
- 銀牙騎士・絶狼：和田三四郎
- 雷鳴騎士・破狼：荒川真、伊藤慎
- 車輛特技：武士

## 工作人員／製作團隊
- 原作・總監督：雨宮慶太
- 監製：二宮清隆
- 製片：沖元良、夏井佳奈子、比嘉一郎
- 編劇：江良至、井上敏樹、小林靖子、藤平久子、小林雄次、田口恵、横山誠、雨宮慶太
- 設定：田口恵
- 武術指導：横山誠（AAC STUNTS）、大橋明
- 特效製作／電腦動畫：OMNIBUS JAPAN
- 音樂製作人：井上俊次
- 音樂：栗山善親、寺田志保
- 導演：雨宮慶太、横山誠、金田龍、小坂一順
- 第二組導演：坂本浩一（第2集）
- 協力：
- 攝製：東北新社、OMNIBUS JAPAN
- 製作：東北新社

## 各集資料
- 以下時間為日本時間

| 播出       | 集數       | 標題                                 | 客串/恐懼獸 |
| 2011.10.06 | 第一話     | 火花 （火花）                        | 竹中直人（阿南英一／シガレイン人間体） 島津健太郎（越村） 谷本一（片桐） 沖田杏梨（片桐愛人） 菊井亞希（借火女）   |
| 2011.10.13 | 第二話     | 街燈 （街灯）                        | 廣田玲央名（一貝志乃／ルーザギン人間体） 北山雅康（忍田諒一）                                                      |
| 2011.10.20 | 第三話     | 車輪 （車輪）                        | メルギス → 邪輪號龍                                                                                                |
| 2011.10.27 | 第四話     | 王牌 （切札）                        | 村上幸平（基德／ゲノジカ人間体） 山本彩乃（莉莉卡） 佐藤直子（大媽） 坂本真（一朗） 久米田彩（荷官）               |
| 2011.11.03 | 第五話     | 深淵 （奈落）                        | 江口弘美（黑衣女／デスホール人間体） 灘儀武（黃島宏二） 矢柴俊博（青木久） 片桐惠理香（天使） 久米田彩（黃島真弓） |
| 2011.11.10 | 第六話     | 書信 （手紙）                        | 高野八誠（庄内真人） 小松政夫（庄内治） 松金米子（庄内直惠） 恐懼獸エリンネルグ                                                          |
| 2011.11.17 | 第七話     | 閃光 （閃光）                        | 木下鳳華（魔戒法師．拉迪斯） 北山雅康（忍田諒一）                                                                  |
| 2011.11.24 | 第八話     | 妖刀 （妖刀）                        | 大友康平（豬狩重藏） 岡本美登（斬人右京） 肘井美佳（尼姑） 螢雪次朗（佐助） 恐懼獸カゲミツ、レベッカ               |
| 2011.12.01 | 第九話     | 化妝 （化粧）                        | 川崎麻世（高峯龍之介／アグトゥルス人間体） 久保田悠來（JURAN） 諏訪太朗（舞台導演） 川本淳市（敵方演員）           |
| 2011.12.08 | 第十話     | 秘密 （祕密）                        | 恐懼獸ズフォーマー、オリグス                                                                                       |
| 2011.12.15 | 第十一話   | 咆哮 （咆哮）                        | 時空恐懼獸．煞忌 戲阿音骸骨                                                                                        |
| 2011.12.22 | 第十二話   | 果實 （果実）                        | 石野陽子（星川敏子／ヤシャウル人間体） 水澤奈子（星川操）                                                          |
| 2012.01.05 | 第十三話   | 仙水 （仙水）                        | 假面法師 |
| 2012.01.12 | 第十四話   | 再會 （再会）                        | 松田賢二（四十萬渡） 富田稔（日向）                                                                                |
| 2012.01.19 | 第十五話   | 同袍 （同胞）                        | 松田賢二（四十萬渡） 田口司（紫） 福本晟也（紅） 原田賢人（橙） 泉大智（黑） 恐懼獸ライゾン                        |
| 2012.01.26 | 第十六話   | 面具 （仮面）                        | 前田浩（魔戒騎士・桑折） 鐵騎 號龍人 機人利格爾                                                                    |
| 2012.02.02 | 第十七話   | 紅筆 （赤筆）                        | 杉浦亞紗美（女子／セディンベイル人間体） 北山雅康（忍田諒一）                                                      |
| 2012.02.09 | 第十八話   | 群獸 （群獣）                        | 松田賢二（四十萬渡） 木下鳳華（魔戒法師．拉迪斯） 諌山幸治（大村） 戲阿音骸骨 號龍人 鐵騎 素體恐懼獸               |
| 2012.02.16 | 第十九話   | 樂園 （）                            | 田口司（紫／布道禮央） 伴大介（布道豪氣） 吉野紗香（澪） 戲阿音骸骨                                                |
| 2012.02.23 | 第二十話   | 列車 （列車）                        | 田中要次（多賀城信義） 戲阿音骸骨 號龍人                                                                           |
| 2012.03.01 | 第二十一話 | 牙城 （牙城）                        | 田中要次（多賀城信義） 戲阿音骸骨 哭龍                                                                             |
| 2012.03.08 | 第二十二話 | 盟友 （盟友）                        | 松田賢二（四十萬渡） 池畑慎之介（戲阿音人間体） 江口弘美（琪琪） 號龍人 素體恐懼獸                                 |
| 2012.03.15 | 第二十三話 | 金色 （金色）                        | 松田賢二（四十萬渡） 池畑慎之介（戲阿音人間体） 田中要次（多賀城信義）                                             |
| 2012.03.22 | 第二十四話 | 時代 （時代）                        | 松田賢二（四十萬渡） 池畑慎之介（戲阿音人間体） 吉野紗香（澪）                                                     |
| －         | SP總集篇   | 我的名字是牙狼－ 冴島鋼牙 戰鬥的軌跡 | |

## 主題曲

### 片頭曲
- 『GARO -MAKAI SENKI- with JAM Project』（第1～7集、第9～12集）

作曲：栗山善親、寺田志保
※ 為演奏曲。第8集中未使用。
- （第13～24集）

作詞：影山浩宣
作曲：影山浩宣、Ricardo Cruz
編曲：須藤賢一
主唱：JAM Project（影山浩宣、遠藤正明、北谷洋、奥井雅美、福山芳樹、Ricardo Cruz）

### 片尾曲
- 『Predestination』（第1～12集）

作詞、作曲：奥井雅美
主唱：JAM Project feat.奥井雅美
- 『PROMISE〜Without you〜』（第13～24集）

作詞、作曲：奥井雅美
編曲：須藤賢一
主唱：JAM Project feat.奥井雅美

## 註解
1. ↑  漢字名稱出自中。